# 李菁 (邵氏演員)
李菁（1948年11月8日—2018年2月22日），原名李國瑛，是香港1960、1970年代的國語片女演員。

## 生平
李菁一家於1949年中國大陸政權更替、國民政府播遷到台湾後，隨父母移居至香港。李菁家中有五個哥哥、兩個姊姊，自己排行最小。她曾就讀嶺英中學。自幼就對電影有興趣，就讀寶血女子中學時，聽聞邵氏所屬的「南國實驗劇團」公開招收第二期學員，於是不顧父母反對堅決投考。當年有超過兩千人報名應試，李菁憑獲清新的外表和表演天份幸運錄取，與方盈、江青、鄭佩佩、秦萍等40人成為同期同學。期間，曾客串演出《梁山伯與祝英台》（1963）與《玉堂春》（1964）。
訓練班結業後，與邵氏訂下八年合約，初期被定位為古裝型演員，她接連在《血手印》（1964）、《寶蓮燈》（1965）、《文素臣》（1966）任配角，《魚美人》是其擔綱主演的第一部電影。1965年5月李菁以此片獲得亞洲影展的影后寶座。此後「東家」邵氏有計畫性的展開力捧，一連為她開拍新片，聲勢一路竄升，作品票房屢創新高。除了1969年時摔裂左腿骨休養半年，幾乎一刻不停的拍片，陸續完成黃梅調電影。
進入1970年代，李菁連續多年入選國語片十大明星，更是港台炙手可熱的女星。1976年年底，李菁結束了與邵氏十三年的賓主關係，開始以自由演員的身分往來港台兩地。1978年，李菁與導演羅馬合組《長天公司》，在創業作『追』中擔任主角。1979年相戀十年的男友雷覺華過世，使她大受打擊，逐漸減少拍片量。1983年，長期陪伴在旁的母親病故，遂宣布退出娛樂圈。
據香港《壹週刊》描述，離開影壇後，她曾在股海開啟事業第二春，未幾卻傳出她投資失利的消息，最後只好脫產還債。90年代，李菁更銷聲匿跡，即使「邵氏」發行電影數位修復電影，也未見她現身。2012年3月該刊報道她拖欠跑馬地名仕花園房租兩年半卻拒絕搬走，與房東數度對簿公堂。
2018年2月22日下午4時，警員接報在鰂魚涌海光街海光苑一個單位傳出惡臭，消防員到場破門入屋發現李菁暴斃家中，屍身嚴重腐爛，估計已死去多天，終年69歲。據知李菁獨居上址，警方認為案件無可疑，列作屍體發現案處理。

## 演出作品

### 電影
| 年份   | 片名           | 角色            | 備註                                     |
| ------ | -------------- | --------------- | ---------------------------------------- |
| 1964年 | 雙鳳奇緣       | 春蘭            |                                          |
| 1964年 | 萬花迎春       |                 |                                          |
| 1964年 | 血手印         | 雪春            |                                          |
| 1964年 | 玉堂春         |                 |                                          |
| 1965年 | 魚美人         | 金牡丹/碧波仙子 | 第十二屆亞洲影展《最佳女主角金禾獎》     |
| 1965年 | 寶蓮燈         | 靈芝仙姑        |                                          |
| 1965年 | 西廂記         | 紅娘            |                                          |
| 1966年 | 文素臣         | 琴兒            |                                          |
| 1966年 | 野姑娘         | 金小芳          |                                          |
| 1967年 | 女巡按         | 霍定金          |                                          |
| 1967年 | 菁菁           | 魏菁菁          |                                          |
| 1967年 | 鐵頭皇帝       | 公主            |                                          |
| 1967年 | 盜劍           | 鍾嬌龍          |                                          |
| 1967年 | 珊珊           | 林珊珊          |                                          |
| 1967年 | 連鎖           | 連瑣/連闈       |                                          |
| 1968年 | 神刀           | 白鳳            |                                          |
| 1968年 | 花月良宵       | 張曉萍          |                                          |
| 1969年 | 豪俠傳         | 馬金鈴          |                                          |
| 1969年 | 鐵手無情       | 桂姑            |                                          |
| 1969年 | 死角           | 溫柔            |                                          |
| 1969年 | 保鏢           | 雲飄飄          |                                          |
| 1969年 | 三笑           | 秋香            | 由靜婷代唱                               |
| 1970年 | 女校春色       | 李海倫          |                                          |
| 1970年 | 玉女親情       | 張愛珠          |                                          |
| 1970年 | 餓狼谷         | 宋潔            |                                          |
| 1971年 | 鷹王           | 顏玉蓮/冰兒     |                                          |
| 1971年 | 新獨臂刀       | 巴蕉            |                                          |
| 1971年 | 冰天俠女       | 沈冰紅          |                                          |
| 1971年 | 俠士行         | 雪娘            |                                          |
| 1972年 | 亡命徒         | 明明            |                                          |
| 1972年 | 仙女下凡       | 七妹            |                                          |
| 1972年 | 十四女英豪     | 楊八妹          |                                          |
| 1972年 | 群英會         | 徐鳳英          |                                          |
| 1972年 | 娃娃夫人       | 珍珍            | 第十八屆亞洲影展《最受歡迎女星金藝像獎》 |
| 1973年 | 蕩女奇行       | 龍珮珮          |                                          |
| 1973年 | 丹麥嬌娃       | 楊嬌嬌          |                                          |
| 1974年 | 艷女還魂       | 宋蓮花          |                                          |
| 1974年 | 鬼馬小天使     | 陳淑芬          |                                          |
| 1974年 | 朱門怨         | 孫淑貞          |                                          |
| 1975年 | 雙星伴月       | 阿嬌            |                                          |
| 1975年 | 神化外母古惑妻 | 狐仙            |                                          |
| 1975年 | 新啼笑因緣     | 賀莉霞          |                                          |
| 1975年 | 金毛獅王       |                 |                                          |
| 1975年 | 老虎崖         |                 |                                          |
| 1975年 | 捉姦趣事       |                 |                                          |
| 1976年 | 老夫子         | 陳小姐          |                                          |
| 1976年 | 狐天狐地       | 胡小仙          |                                          |
| 1976年 | 洞房艷事       |                 |                                          |
| 1977年 | 楚留香         | 黑珍珠          |                                          |
| 1977年 | 筧橋英烈傳     | 葉容然          |                                          |
| 1977年 | 密密相思林     |                 |                                          |
| 1978年 | 新紅樓夢       | 薛寶釵          |                                          |
| 1978年 | 追             |                 | 與導演羅馬合組《長天公司》的創業作       |
| 1983年 | 風水二十年     |                 |                                          |

## 監製作品
蛇形醉步（1980年）

## 榮獲獎項
| 年份   | 獲提名       | 獎項                                   | 結果 |
| ------ | ------------ | -------------------------------------- | ---- |
| 1965年 | 《魚美人》   | 第12屆亞洲影展《最佳女主角金禾獎》     | 獲獎 |
| 1972年 | 《娃娃夫人》 | 第18屆亞洲影展《最受歡迎女星金藝像獎》 | 獲獎 |

## 外部連結
- 中文電影資料庫─李菁 （页面存档备份，存于）
- 李菁在互联网电影资料库（IMDb）上的資料（英文）
- 李菁在香港影庫上的簡介
- 李菁在豆瓣上的资料（简体中文）
- 李菁在时光网上的簡介（简体中文）